# (108) Гекуба
(108) Гекуба (лат. Hecuba) — астероид внешней части главного пояса, принадлежащий к светлому спектральному классу S.  Орбита астероида близка к орбитам астероидов семейства Гигеи, но сам он вряд ли входит в его состав, так как имеет силикатный состав, в то время как сама (10) Гигея представляет собой тёмный астероид класса C.
Температура на поверхности астероида может меняться от 81 до 215 K (от -192 до (-58) °C).

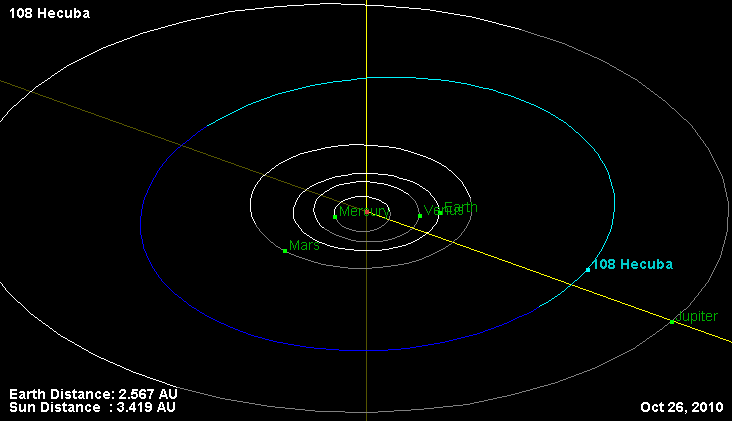
Орбита астероида Гекуба и его положение в Солнечной системе

Он был обнаружен 2 апреля 1869 года немецким астрономом Роберт Лютером в Дюссельдорфской обсерватории и назван в честь Гекубы, жены царя Приама согласно древнегреческой мифологии.